# Grand Rapids Savings Bank Building
El Grand Rapids Savings Bank Building es un edificio de oficinas ubicado en 60 Monroe Center, NW, en Grand Rapids, Míchigan. Fue incluido en el Registro Nacional de Lugares Históricos en 1990.

## Historia
Justo antes de la Primera Guerra Mundial, hubo un auge de las empresas financieras en el centro de Grand Rapids. En 1916, el Grand Rapids Savings Bank construyó este edificio, diseñado por los arquitectos locales Osgood & Osgood. Sirvió como sede del banco, con espacio de oficinas adicional para inquilinos. A lo largo de su historia, los inquilinos incluyeron al maderero John W. Blodgett, el senador Arthur Vandenberg y el corresponsal de la Segunda Guerra Mundial Alfred D. Rathbone IV.

## Descripción
El Grand Rapids Savings Bank Building es una torre comercial de estructura de acero de 13 pisos con una mezcla de estilo neorrenacentista y Beaux-Arts. El exterior está revestido con granito gris pálido en el primer piso y los niveles de entresuelo, coronado con una cornisa y ladrillos de color beige en los pisos superiores. Una gran cornisa de terracota remata el edificio. La elevación principal tiene cinco tramos de ancho, con los tres centrales que contienen una entrada empotrada de dos pisos enmarcada por cuatro columnas dóricas de granito. En los pisos superiores, los tres tramos centrales contienen dos ventanas, mientras que las bahías exteriores contienen una.